# Франция на летних Олимпийских играх 1928
На летних Олимпийских играх 1928 года Францию представляло 255 спортсменов (219 мужчин, 36 женщин). Они завоевали 6 золотых, 10 серебряных и 5 бронзовых медали, что вывело сборную на 7-е место в неофициальном командном зачёте.

## Медалисты
| Медаль  | Спортсмен | Вид спорта           | Дисциплина                            |
| ------- | --- | -------------------- | ------------------------------------- |
| Золото  | Ахмед Бугера Эль-Кафи | Лёгкая атлетика      | Мужчины, марафон                      |
| Золото  | Рожер Бофран | Велоспорт            | Мужчины, спринт                       |
| Золото  | Люсьен Годен | Фехтование           | Мужчины, шпага, личное первенство     |
| Золото  | Люсьен Годен | Фехтование           | Мужчины, рапира, личное первенство    |
| Золото  | Донатьен Буше Карл де ла Сабльер Андре Дерриен Виржини Эрио Андре Лесоваж Жан Лессьё                                           | Парусный спорт       | Класс «8 метров»                      |
| Золото  | Роже Франсуа | Тяжёлая атлетика     | Мужчины, до 75 кг                     |
| Серебро | Жюль Ладумег | Лёгкая атлетика      | Мужчины, 1500 м                       |
| Серебро | Арман Апелль | Бокс                 | Мужчины, до 50,8 кг                   |
| Серебро | Шарль Марион | Конный спорт         | Выездка, личное первенство            |
| Серебро | Пьер Бертран де Баланда | Конный спорт         | Конкур, личное первенство             |
| Серебро | Жорж Бюшар | Фехтование           | Мужчины, шпага, личное первенство     |
| Серебро | Жорж Бюшар Гастон Амсон Эмиль Корник Бернар Шмец Рене Барбье Арман Массар                                                      | Фехтование           | Мужчины, шпага, командное первенство  |
| Серебро | Филипп Катьо Роже Дюкре Андре Лабатю Люсьен Годен Раймон Флаше Андре Габорьо                                                   | Фехтование           | Мужчины, рапира, командное первенство |
| Серебро | Арман Марсель Эдуар Марсель Анри Прео                                                                                          | Академическая гребля | Мужчины, двойки распашные с рулевым   |
| Серебро | Луи Остен | Тяжёлая атлетика     | Мужчины, до 82,5 кг                   |
| Серебро | Шарль Паком | Борьба               | Мужчины, вольная борьба, до 66 кг     |
| Бронза  | Клод Менар | Лёгкая атлетика      | Мужчины, прыжки в высоту              |
| Бронза  | Эмиль Бюльтеэль Анри Кювелье Поль Дюжарден Жюль Кеньяэр Анри Паду Эрнест Рожез Альбер Тевенон Ахилл Трибуиль Альбер Вандепланк | Водное поло          | Мужчины                               |
| Бронза  | Фернан Арну | Тяжёлая атлетика     | Мужчины, до 67,5 кг                   |
| Бронза  | Анри Лефевр | Борьба               | Мужчины, вольная борьба, до 87 кг     |
| Бронза  | Эдмон Дам | Борьба               | Мужчины, вольная борьба, свыше 87 кг  |

## Результаты соревнований

### Академическая гребля
Олимпийские соревнования по академической гребле проходили с 3 по 10 августа в деревне Слотен, которая расположена в 6 км к западу от центра Амстердама. В каждом заезде стартовали две лодки. Победитель заезда проходил в следующий раунд, а проигравшие на предварительном этапе попадали в отборочный раунд. Спортсмены, проигравшие два заезда, завершали борьбу за медали. Начиная с третьего раунда экипажи, уступавшие в заезде, выбывали из соревнований. Для определения бронзового призёра проводился заезд за 3-е место.
Мужчины
| Соревнование | Спортсмены                | Первый раунд         | Отборочный заезд     | Второй раунд             | Отборочный заезд      | Третий раунд          | Полуфинал             | Финал                 | Место                 |
| Соревнование | Спортсмены                | Соперник / Результат | Соперник / Результат | Соперник / Результат     | Соперник / Результат  | Соперник / Результат  | Соперник / Результат  | Соперник / Результат  | Место                 |
| ------------ | ------------------------- | -------------------- | -------------------- | ------------------------ | --------------------- | --------------------- | --------------------- | --------------------- | --------------------- |
| одиночки     | Венсан Сорен              | BELЖ. Моттар В −5,6  | не участвовал        | ITAМ. Бернаскони В −32,0 | не участвовал         | AUSГ. Пирс П +29,0    | завершил выступление  | завершил выступление  | завершил выступление  |
| двойки       | Андре Пактат Робер Жельпа | Германия · П +16,8   | Швейцария · П +44,0  | завершили выступление    | завершили выступление | завершили выступление | завершили выступление | завершили выступление | завершили выступление |